# バイロン・ウェブスター
バイロン・ウェブスター（Byron Webster、1987年3月31日 - ）は、イングランド・リーズ出身のプロサッカー選手。ブロムリーFC所属。ポジションはDF。

## 経歴

### 初期
ノンリーグのヨーク・シティFCでキャリアをスタート。2007年8月、チェコのFKバニーク・モスト1909に移籍しプロデビュー。

### ドンカスター
2009年7月、ベリーFCとドンカスター・ローヴァーズFCのトライアルに参加。ドンカスターではプレシーズンマッチのウルヴァーハンプトン・ワンダラーズFC戦に出場し、そのプレー振りが監督に高く評価された。そして2009年8月9日にドンカスターと正式に契約を結んだ。2010年11月18日、リーグ2のヘレフォード・ユナイテッドFCに1ヶ月の短期レンタルで加入。

### ノーサンプトン
2011年3月17日、リーグ2のノーサンプトン・タウンFCにシーズン終了までの契約でレンタル移籍。5月17日、ドンカスターを退団しノーサンプトンと2年契約を結んだ。

### ヨーヴィル
2012年7月4日、双方合意の上でノーサンプトンとの契約を解除し、リーグ1のヨーヴィル・タウンFCと2年契約を結んだ。2013年5月19日にウェンブリーで開催された昇格プレーオフ決勝ではブレントフォードFCを撃破しクラブ史上初のチャンピオンシップ昇格に貢献した。

### ミルウォール
2014年6月24日、ミルウォールFCと2年契約を結んだ。
2015年2月19日、古巣ヨーヴィルにシーズン終了までのレンタルで加入。
2017年5月20日の昇格プレーオフ決勝・ブラッドフォード・シティAFC戦ではスタメン出場し1-0で勝利。2年ぶりのチャンピオンシップ復帰に貢献した。

## 所属クラブ
ユース
- ヨーク・シティFC

シニア
- ヨーク・シティFC　2004-2007
- ハローゲート・タウンFC　2007

→ ウィトビー・タウンFC 2007 (loan)
- FKバニーク・モスト1909　2007-2009
- ドンカスター・ローヴァーズFC　2009-2011

→ ヘレフォード・ユナイテッドFC 2010 (loan)
→ ノーサンプトン・タウンFC 2011 (loan)
- ノーサンプトン・タウンFC　2011-2012
- ヨーヴィル・タウンFC　2012-2014
- ミルウォールFC　2014-2019

→ ヨーヴィル・タウンFC 2015 (loan)
- スカンソープ・ユナイテッドFC　2019
- カーライル・ユナイテッドFC　2019-2020
- ブロムリーFC 2020-